# Bosco di Chiaromonte-Piano Iannace
Bosco di Chiaromonte-Piano Iannace este o arie protejată (arie specială de conservare — SAC, sit de importanță comunitară — SCI) din Italia întinsă pe o suprafață de 1.053 ha, integral pe uscat.

## Localizare
Centrul sitului Bosco di Chiaromonte-Piano Iannace este situat la coordonatele 39°54′55″N 16°11′37″E / 39.915311°N 16.193578°E.

## Înființare
Situl Bosco di Chiaromonte-Piano Iannace a fost declarat sit de importanță comunitară în octombrie 2013 pentru a proteja 4 specii de animale. Situl a fost protejat și ca arie specială de conservare în ianuarie 2017.

## Biodiversitate
Situată în ecoregiunea mediteraneană, aria protejată conține 7 habitate naturale: Pseudostepă cu ierburi și specii anuale de Thero-Brachypodietea, Păduri de fag din Apenini cu Abies alba și păduri de fag cu Abies nebrodensis, Pajiști carstice calcaroase sau bazofile, de Alysso-Sedion albi, Păduri panonice-balcanice de stejar turcesc - stejar sesil, Păduri de pin oro-mediteraneene de altitudine, Grohotișuri termofile și vest-mediteraneene, Pajiști uscate seminaturale și facies de acoperire cu tufișuri pe substraturi calcaroase (Festuco-Brometalia) (* situri importante pentru orhidee).
La baza desemnării sitului se află mai multe specii protejate:
- păsări (3): potârnichea de stâncă (Alectoris graeca), acvilă de munte (Aquila chrysaetos), ciocârlie de pădure (Lullula arborea)
- mamifere (1): lupul (Canis lupus)

Pe lângă speciile protejate, pe teritoriul sitului au mai fost identificate 8 specii de plante.